# 宜蘭縣政府
24°43′51″N 121°45′48″E / 24.7309182°N 121.7632217°E
宜蘭縣政府是中華民國臺灣省宜蘭縣最高層級的地方行政機關，在中華民國政府架構中為縣級自治行政機關，同時負責執行中央政府委辦事項。宜蘭縣的自治監督機關原為臺灣省政府，但臺灣省政府在虛級化後業務與功能大幅縮減，其自治監督機關亦改為行政院各部會（主要為內政部）。宜蘭縣政府也是其轄下各鄉、鎮、市的地方自治監督機關。

## 公共建築

### 縣政中心

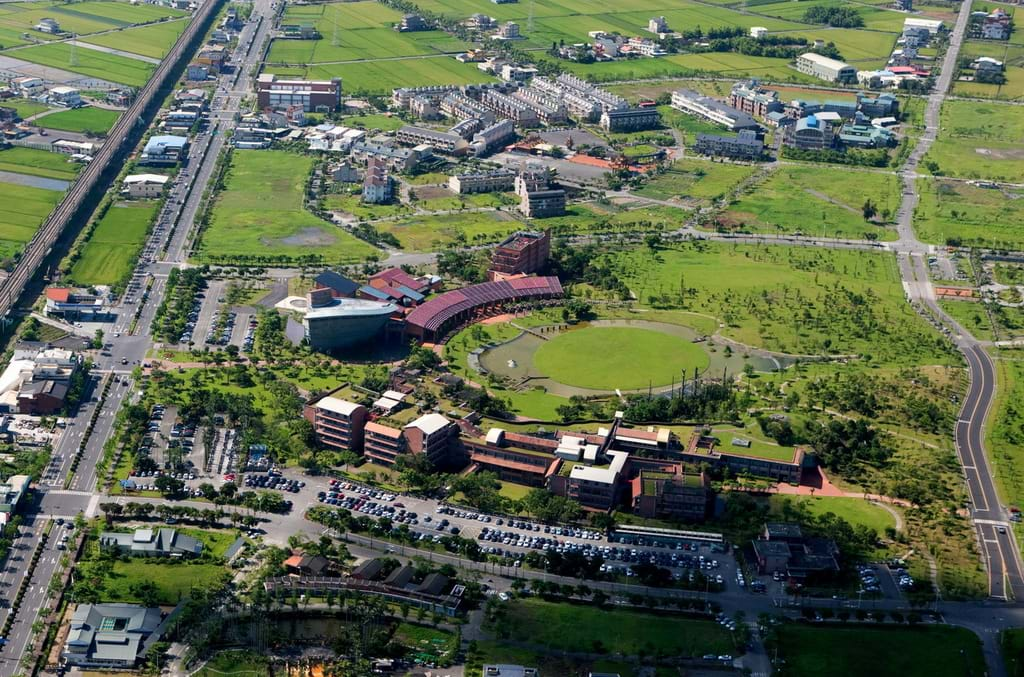
縣政中心空拍

1993年6月23日正式動工，是以三權分立的民主政治理念，將縣政大樓、宜蘭縣議會、宜蘭地方法院共同圍繞中央同心圓廣場，與自然結合而成的公共建築群。整體配置以戶外空間為主、建築從屬，重視水與綠的活用，聯結土地、都市、公園與建築於一體，營造空間通透、渾然成型的景觀。
縣政大樓是全國首座綠建築縣政府大樓，是時任縣長游錫堃實踐其「公共設施藝術化」的另一個場域，主體建築委由日本象設計集團規劃監造，整體表現打破傳統縣政府的「衙門」形象，親切有如鄰家的大宅院，是屬於宜蘭縣民的共有空間。
在台灣解嚴之後真正進入民主時代所建設的縣政中心，其根深的核心理念，就在於親民，因此以「縣政中心」替代縣政府，是先易其名，外觀自然不會高聳雄偉，自外於人民，為此86年（1997）啟用之後的縣政中心，有些外來遊客，還誤以為新建了休閒旅館。

### 全國首創全縣性的「地景改造」
凡宜蘭縣政府影響所及，上至中央（如傳統藝術中心）、省府（如南方澳大橋），下至縣民住屋均受影響。包括縣政府、縣議會、校園建築、體育場、公園、露營區、博物館、演藝廳、道路、橋樑、河溝、車站、民居、殯葬設施等都納入「藝術化」、「景觀化」、「品質化」的範疇。
推動規劃「全縣性地景改造」的時任縣長游錫堃認為，「宜蘭的自然景觀非常秀麗，那是大自然的恩賜，我們沒有貢獻，而宜蘭的建築與都市景觀，代表宜蘭人的智慧與文化，卻無一特色」、「於是他經常四處演講，希望民眾把蘭陽平原視為一個風景區般經營，新蓋的建築，只能增添風景區內的秀麗，而不應減損其原有的風采」:339，文化人類學者、前文建會副主委陳其南把宜蘭近年新建築物的現象，稱為「結合人文與建築的地貌改造運動」:258。

## 資訊立縣
「資訊立縣」是1980年代由時任宜蘭縣長的游錫堃，所提出的縣政四大願景之一。
2020年七月，宜蘭縣政府指出，宜蘭位於臺灣東北，是大臺北地區通往東部區域之門戶，更是東臺灣重要轉運樞紐，完善交通建設將左右宜蘭的發展命脈，過去，宜蘭縣政的長遠擘劃與推動莫不秉承於「2001新蘭陽」與「宜蘭縣總體規劃」的前瞻規劃下，一脈延續與貫徹，奠定宜蘭「觀光」、「環保」、「文化」與「資訊」立縣的根基。

### 全國首例「宜蘭縣政府全球資訊網」
宜蘭是全國第一個在全球網路設站的縣市政府，由時任縣長的游錫堃任內所規劃建置完成；1995年底，縣政府早已參考世界各地網站架構，正要把網頁上站之際，中央研考會才姍姍來遲地打了個電話，問縣府是否有需求，全省各縣市將委託中華電信統一規畫；再細看規畫內容，各縣市只是簡單的兩三頁介紹，「宜蘭縣政府第一次上站，就包含了中、英文，多達五百餘頁，裡面還有縣政資訊查詢系統，許多民眾要申報的表格，上網抓取列印即可」 :242。

## 組織架構
設有15個一級單位，6個一級機關。宜蘭縣政府各處與宜蘭縣政府文化局督導的所屬二級機關設有23個。
各級學校、幼兒園
- 宜蘭縣立高級中等學校（1校）
- 宜蘭縣立高級、國民中小學一貫實驗學校（1校）
- 宜蘭縣立國民中學（22校）
- 宜蘭縣立國民中小學（3校）
- 宜蘭縣公立國民小學（74校）

縣營事業機構
私法人-宜蘭肉品市場股份有限公司

## 外部連結
- 宜蘭縣政府（页面存档备份，存于）（中文）（英文）
- YouTube上的宜蘭縣政府頻道